# La Cruz del Bajío
La Cruz del Bajío es una localidad del municipio de Centro ubicado en la subregión centro del estado mexicano de Tabasco.

## Geografía
La localidad de La Cruz del Bajío se sitúa en las coordenadas geográficas 17°58′22″N 92°47′07″O / 17.972778, -92.785278, a una elevación de 20 metros sobre el nivel del mar.

## Demografía
Según el Conteo de Población y Vivienda 2020, efectuado por el Instituto Nacional de Estadística y Geografía, la localidad de La Cruz del Bajío tiene 1,161 habitantes, de los cuales 571 son del sexo masculino y 590 del sexo femenino. Su tasa de fecundidad es de 2.17 hijos por mujer y tiene 294 viviendas particulares habitadas.
| Gráfica de evolución demográfica de La Cruz del Bajío entre 1940 y 2020 |
|                                                                         |
| INEGI.                                                                  |